# Linafoot 2023-2024
La Linafoot 2023-2024 è stata la 63ª edizione della massima serie del campionato di calcio della Repubblica Democratica del Congo. La stagione è iniziata il 23 agosto 2023 e si è conclusa il 29 maggio 2024.
Il TP Mazembe è la squadra campione in carica e si è riconfermata, conquistando il suo ventesimo titolo nazionale. 

## Stagione

### Novità
La sospensione dell'edizione 2022-2023 ha visto l'annullamento del sistema di promozioni e retrocessioni con la Ligue 2, di conseguenza le 20 squadre partecipanti sono le stesse della stagione precedente.

### Formula
Le 20 squadre partecipanti sono divise in due gironi da 10 squadre che giocano con partite di andata e ritorno, per un totale di 18 giornate. 
Al termine di esse, le prime quattro classificate di ogni girone si qualificano per il gruppo scudetto, un ulteriore girone da 8 squadre che giocano andata e ritorno, per un totale di 14 ulteriori giornate. La prima classificata è campione della Repubblica Democratica del Congo e si qualifica per la CAF Champions League 2024-2025 insieme con la seconda, mentre la terza classificata si qualifica per la Coppa della Confederazione CAF 2024-2025.
Le ultime sei squadre di ognuno dei due gironi si qualificano invece per il gruppo retrocessione, diviso in due gironi, ognuno da 6 squadre, che giocano andata e ritorno per un totale di 10 ulteriori giornate. Le ultime tre classificate di ognuno dei due gironi sono retrocesse in Ligue 2.

## Squadre partecipanti
| Squadra              | Città      |
| -------------------- | ---------- |
| Aigles du Congo      | Kinshasa   |
| Blessing             | Kolwezi    |
| Celeste              | Kinshasa   |
| CS Don Bosco         | Lubumbashi |
| Dauphins Noirs       | Goma       |
| Etoile de Kivu       | Bukavu     |
| Groupe Bazano        | Lubumbashi |
| Kuya Sport           | Kinshasa   |
| Lubumbashi Sport     | Lubumbashi |
| Maniema Union        | Kindu      |
| Motema Pembe         | Kinshasa   |
| Panda B52 Likasi     | Likasi     |
| Rangers              | Kinshasa   |
| Renaissance du Congo | Kinshasa   |
| Saint Éloi Lupopo    | Lubumbashi |
| Sanga Balende        | Mbuji-Mayi |
| Simba                | Kolwezi    |
| TP Mazembe           | Lubumbashi |
| Tshinkunku           | Kananga    |
| Vita Club            | Kinshasa   |

## Girone A

### Classifica
|  | Pos. | Squadra           | Pt | G  | V  | N | P  | GF | GS | DR  |
|  | ---- | ----------------- | -- | -- | -- | - | -- | -- | -- | --- |
|  | 1.   | Saint Éloi Lupopo | 46 | 17 | 15 | 1 | 1  | 36 | 7  | +29 |
|  | 2.   | TP Mazembe        | 40 | 16 | 12 | 4 | 0  | 52 | 7  | +45 |
|  | 3.   | Lubumbashi Sport  | 33 | 18 | 9  | 6 | 3  | 31 | 24 | +7  |
|  | 4.   | CS Don Bosco      | 28 | 18 | 8  | 4 | 6  | 23 | 23 | 0   |
|  | 5.   | Simba Kolwezi     | 23 | 18 | 5  | 8 | 5  | 18 | 15 | +3  |
|  | 6.   | Blessing          | 23 | 18 | 6  | 5 | 7  | 21 | 24 | -3  |
|  | 7.   | Sanga Balende     | 19 | 17 | 5  | 4 | 8  | 15 | 20 | -5  |
|  | 8.   | Panda B52 Likasi  | 15 | 18 | 3  | 6 | 9  | 9  | 28 | -19 |
|  | 9.   | Groupe Bazano     | 8  | 18 | 2  | 2 | 14 | 20 | 47 | -27 |
|  | 10.  | Tshinkunku        | 7  | 18 | 1  | 4 | 13 | 11 | 41 | -30 |

Legenda:
      Ammesse al Gruppo scudetto
      Ammesse al Gruppo retrocessione
Note:

Tre punti a vittoria, uno a pareggio, zero a sconfitta.
In caso di arrivo di due o più squadre a pari punti, la graduatoria verrà stilata secondo la classifica avulsa tra le squadre interessate che prevede, in ordine, i seguenti criteri:
- Punti generali
- Differenza reti generale
- Reti realizzate in generale
- Partite vinte in generale
- Partite vinte in trasferta
- Punti negli scontri diretti
- Differenza reti negli scontri diretti
- Differenza reti generale
- Sorteggio

## Girone B

### Classifica
|  | Pos. | Squadra              | Pt | G  | V  | N | P  | GF | GS | DR  |
|  | ---- | -------------------- | -- | -- | -- | - | -- | -- | -- | --- |
|  | 1.   | Maniema Union        | 40 | 17 | 13 | 1 | 3  | 33 | 11 | +22 |
|  | 2.   | Vita Club            | 34 | 18 | 11 | 1 | 6  | 23 | 9  | +14 |
|  | 3.   | Dauphins Noirs       | 32 | 18 | 9  | 5 | 4  | 20 | 13 | +7  |
|  | 4.   | Aigles du Congo      | 29 | 18 | 9  | 2 | 7  | 21 | 14 | +7  |
|  | 5.   | Renaissance du Congo | 23 | 18 | 6  | 5 | 7  | 23 | 24 | -1  |
|  | 6.   | Motema Pembe         | 21 | 18 | 6  | 3 | 9  | 14 | 27 | -13 |
|  | 7.   | Étoile de Kivu       | 20 | 18 | 6  | 2 | 10 | 20 | 25 | -5  |
|  | 8.   | Celeste              | 19 | 17 | 5  | 4 | 8  | 13 | 18 | -5  |
|  | 9.   | Kuya Sport           | 16 | 18 | 4  | 4 | 10 | 11 | 26 | -15 |
|  | 10.  | AC Rangers           | 14 | 18 | 3  | 5 | 10 | 12 | 29 | -17 |

Legenda:
      Ammesse al Gruppo scudetto
      Ammesse al Gruppo retrocessione
Note:

Tre punti a vittoria, uno a pareggio, zero a sconfitta.
In caso di arrivo di due o più squadre a pari punti, la graduatoria verrà stilata secondo la classifica avulsa tra le squadre interessate che prevede, in ordine, i seguenti criteri:
- Punti generali
- Differenza reti generale
- Reti realizzate in generale
- Partite vinte in generale
- Partite vinte in trasferta
- Punti negli scontri diretti
- Differenza reti negli scontri diretti
- Differenza reti generale
- Sorteggio

## Gruppo scudetto

### Classifica finale
|                         | Pos. | Squadra           | Pt | G  | V  | N | P  | GF | GS | DR  |
| ----------------------- | ---- | ----------------- | -- | -- | -- | - | -- | -- | -- | --- |
| RD del Congo (bandiera) | 1.   | TP Mazembe        | 37 | 14 | 12 | 1 | 1  | 39 | 5  | +34 |
|                         | 2.   | Maniema Union     | 32 | 14 | 10 | 2 | 2  | 27 | 8  | +19 |
|                         | 3.   | Saint Éloi Lupopo | 24 | 14 | 6  | 6 | 2  | 20 | 13 | +7  |
|                         | 4.   | Aigles du Congo   | 20 | 14 | 5  | 5 | 4  | 18 | 20 | -2  |
|                         | 5.   | Vita Club         | 19 | 14 | 4  | 7 | 3  | 13 | 10 | +3  |
|                         | 6.   | Dauphins Noirs    | 10 | 14 | 3  | 1 | 10 | 9  | 3. | -21 |
|                         | 7.   | CS Don Bosco      | 8  | 14 | 2  | 2 | 10 | 8  | 23 | -15 |
|                         | 8.   | Lubumbashi Sport  | 5  | 14 | 1  | 2 | 11 | 7  | 32 | -25 |

Legenda:
      Campione della Repubblica Democratica del Congo e qualificata per la CAF Champions League 2024-2025
      Qualificata per la CAF Champions League 2024-2025
      Qualificata per la Coppa della Confederazione CAF 2024-2025
Note:

Tre punti a vittoria, uno a pareggio, zero a sconfitta.

## Gruppo retrocessione

### Girone A
|  | Pos. | Squadra          | Pt | G | V | N | P | GF | GS | DR |
|  | ---- | ---------------- | -- | - | - | - | - | -- | -- | -- |
|  | 1.   | Simba Kolwezi    | 11 | 5 | 3 | 2 | 0 | 5  | 0  | +5 |
|  | 2.   | Blessing         | 11 | 5 | 3 | 2 | 0 | 6  | 2  | +4 |
|  | 3.   | Tshinkunku       | 8  | 5 | 2 | 2 | 1 | 10 | 7  | +3 |
|  | 4.   | Groupe Bazano    | 7  | 5 | 2 | 1 | 2 | 6  | 7  | -1 |
|  | 5.   | Sanga Balende    | 4  | 5 | 1 | 1 | 3 | 5  | 8  | -3 |
|  | 6.   | Panda B52 Likasi | 0  | 5 | 0 | 0 | 5 | 6  | 14 | -8 |

Legenda:
      Retrocessa in Ligue 2 2024-2025
Note:

Tre punti a vittoria, uno a pareggio, zero a sconfitta.

### Girone B
|  | Pos. | Squadra              | Pt | G | V | N | P | GF | GS | DR |
|  | ---- | -------------------- | -- | - | - | - | - | -- | -- | -- |
|  | 1.   | Motema Pembe         | 10 | 5 | 3 | 1 | 1 | 7  | 3  | +4 |
|  | 2.   | AC Rangers           | 10 | 5 | 3 | 1 | 1 | 5  | 1  | +4 |
|  | 3.   | Kuya Sport           | 9  | 5 | 3 | 0 | 2 | 6  | 3  | +3 |
|  | 4.   | Étoile de Kivu       | 9  | 5 | 3 | 0 | 2 | 5  | 7  | -2 |
|  | 5.   | Renaissance du Congo | 4  | 5 | 1 | 1 | 3 | 4  | 8  | -4 |
|  | 6.   | Celeste              | 1  | 5 | 0 | 1 | 4 | 1  | 6  | -5 |

Legenda:
      Retrocessa in Ligue 2 2024-2025
Note:

Tre punti a vittoria, uno a pareggio, zero a sconfitta.